# 몬태나 대학교 시스템
몬태나 대학교 시스템(영어: Montana University System)은 미국 몬태나주의 자본 감소에 따라 몬태나주의 고등 교육을 능률화하고 간소화하기 위해 1994년 7월 1일에 몬태나주 고등 교육 이사회가 대학교들을 재정비하면서 만들어진 대학교 시스템이다.

## 대학교
각각의 대학교 하부 시스템은 몬태나주 각지에 캠퍼스를 두고 있으며, 본교 캠퍼스는 각각의 캠퍼스를 관리하지만 캠퍼스들은 이사회의 승인에 따라 각자의 교육 과정을 세운다.
몬태나 대학교 시스템(영어: The University of Montana System)
- 몬태나 대학교 (University of Montana) - 미줄라
- 미줄라 칼리지 몬태나 대학교 (Missoula College University of Montana) - 미줄라
- 몬태나 대학교 웨스턴 (University of Montana Western) - 딜런
- 몬태나 대학교 몬태나 테크 (Montana Tech of the University of Montana) - 뷰트
- 몬태나 테크 하이랜즈 칼리지 (Highlands College of Montana Tech) - 뷰트
- 몬태나 대학교 헬레나 칼리지 (Helena College University of Montana) - 헬레나
- 몬태나 대학교 비터루트 칼리지 (Bitterroot College University of Montana) - 해밀턴

몬태나 주립 대학교 시스템(영어: Montana State University System)
- 몬태나 주립 대학교 (Montana State University) - 보즈먼
- 몬태나 주립 대학교 갤러틴 칼리지 (Gallatin College Montana State University) - 보즈먼
- 몬태나 주립 대학교 빌링스 (Montana State University Billings) - 빌링스
- 몬태나 주립 대학교 빌링스 시티 칼리지 (City College at Montana State University Billings)- 빌링스
- 몬태나 주립 대학교 노던 (Montana State University – Northern) - 하버
- 몬태나 주립 대학교 그레이트폴스 칼리지 (Great Falls College Montana State University) - 그레이트폴스

## 대학
커뮤티니 칼리지
- 도슨 커뮤니티 칼리지 (Dawson Community College) - 글렌다이브
- 플랫헤드 밸리 커뮤니티 칼리지 (Flathead Valley Community College) - 칼리스펠
- 마일스 커뮤니티 칼리지 (Miles Community College) - 마일스시티

종족 대학
- 블랙핏 커뮤니티 칼리지 (Blackfeet Community College) - 브라우닝
- 치프덜나이프 대학 (Chief Dull Knife College) - 레임디어
- 아니 나코다 대학 (Aaniiih Nakoda College) - 할렘
- 포트펙 커뮤니티 칼리지 (Fort Peck Community College) - 포플라
- 리틀빅혼 대학 (Little Big Horn College) - 크로에이전시
- 샐리시 쿠테나이 대학 (Salish Kootenai College) - 파블로
- 스톤차일드 대학 (Stone Child College) - 박스엘더

독립 대학
- 캐롤 대학 (Carroll College) - 헬레나
- 그레이트폴스 대학교 (University of Great Falls) - 그레이트폴스
- 로키 마운틴 대학 (Rocky Mountain College) - 빌링스